# Paeonia kesrouanensis
Espèce
Paeonia kesrouanensis est une espèce de pivoines de la famille des Paeoniaceae originaire de Syrie, de Turquie et du Liban.

## Description
Paeonia kesrouanensis est très proche de P. mascula. C'est une plante vivace qui porte des fleurs rouge-rose. Elle est facilement reconnaissable à ses carpelles glabres et à son long stigmate enroulé au sommet.

## Répartition et habitat
L'aire de répartition indigène de Paeonia kesrouanensis s'étend du sud-ouest et du sud de la Turquie jusqu'au Liban. Elle pousse principalement dans le biome tempéré.

## Systématique
Le nom correct complet (avec auteur) de ce taxon est Paeonia kesrouanensis (J.Thiébaut (d)) J.Thiébaut.
Le basionyme de ce taxon est : Paeonia corallina kesrouanensis J.Thiébaut.
Paeonia kesrouanensis a pour synonymes :
- Paeonia corallina var. kesrouanensis J.Thiébaut
- Paeonia mascula subsp. kesrouanensis (J.Thiébaut) Halda
- Paeonia turcica P.H.Davis & Cullen